# خانه لاری‌ها
خانه لاریها و بادگیر آن مربوط به دوره قاجار است و در یزد، خیابان امام خمینی، محله فهادان، مجاورعمارت کلاه فرنگی واقع شده و این اثر در تاریخ ۲۴ بهمن ۱۳۷۵ با شمارهٔ ثبت ۱۸۳۷ به‌عنوان یکی از آثار ملی ایران به ثبت رسیده‌است.
خانه لاریها شامل شش باب خانه با فضاهای کاملاً معماری ویژه خانه‌های کویری می‌باشد. این خانه در سال ۱۲۸۶ قمری ساخته شده مالک آن حاج محمدابراهیم لاری بوده‌است. سابقاً به عنوان خانقاه نعمت‌اللهی از آن استفاده می‌شد. مساحت آن حدود ۱۷۰۰متر و زیر بنائی معادل ۱۲۰۰متر مربع را داراست. درها، پنجره‌ها، ارسی‌ها و اتاقهای آئینه کاری و نقاشی شده آن یکی از نمونه‌های زیبا و عالی خانه‌های اعیانی قرن سیزدهم است. این مجموعه همجوار بناهای تاریخی چون مدرسه ضیائیه یا زندان اسکندر، بقعه سید گلسرخ و برج و باروی یزد است که جمعاً شش هزار متر مربع وسعت دارد.
خانه لاریها به شماره ثبتی ۱۸۳۷ در فهرست آثار ملی کشور به ثبت رسیده‌است.

## نگارخانه

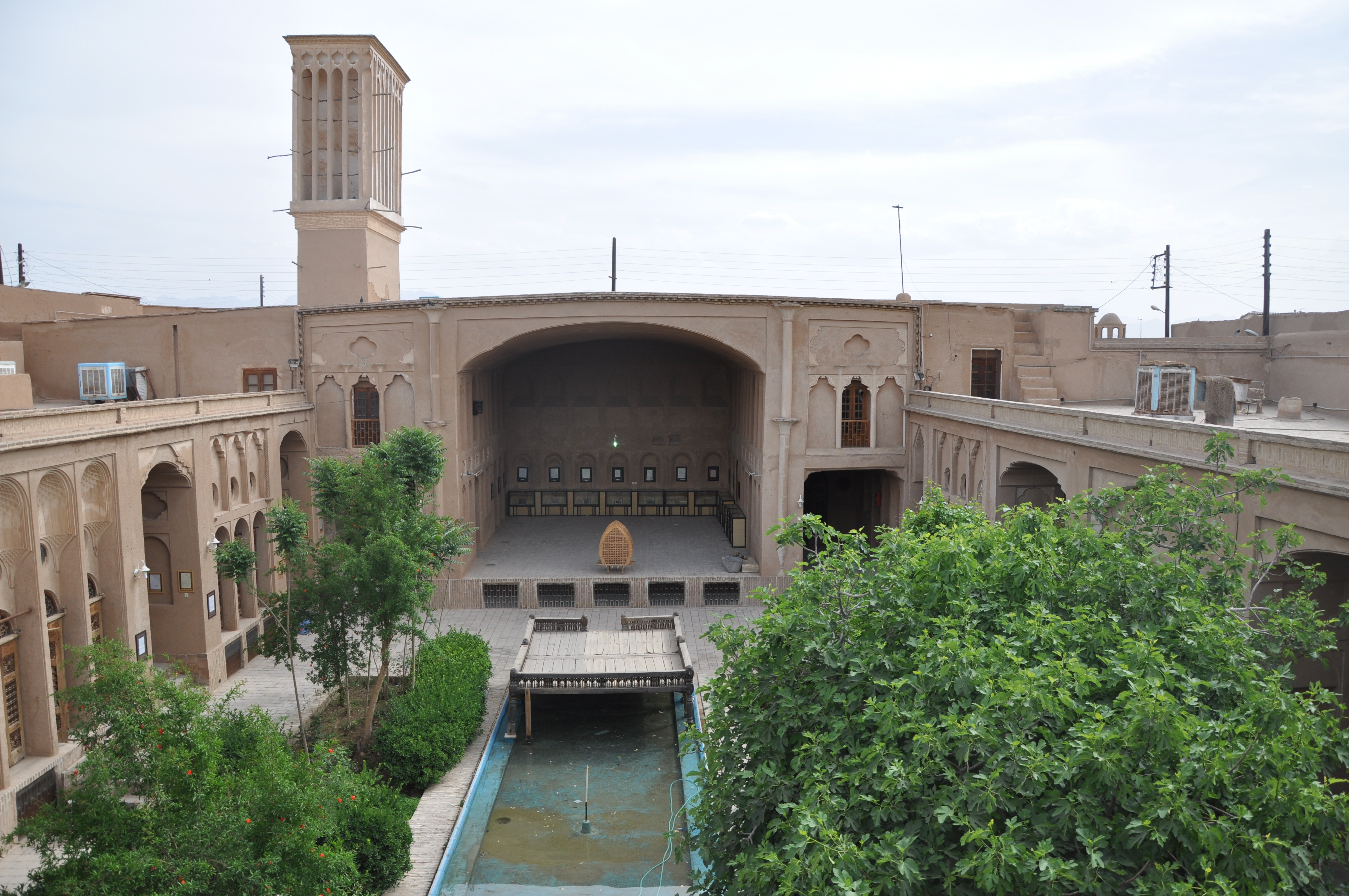
تالار و بادگیر خانه لاری‌ها
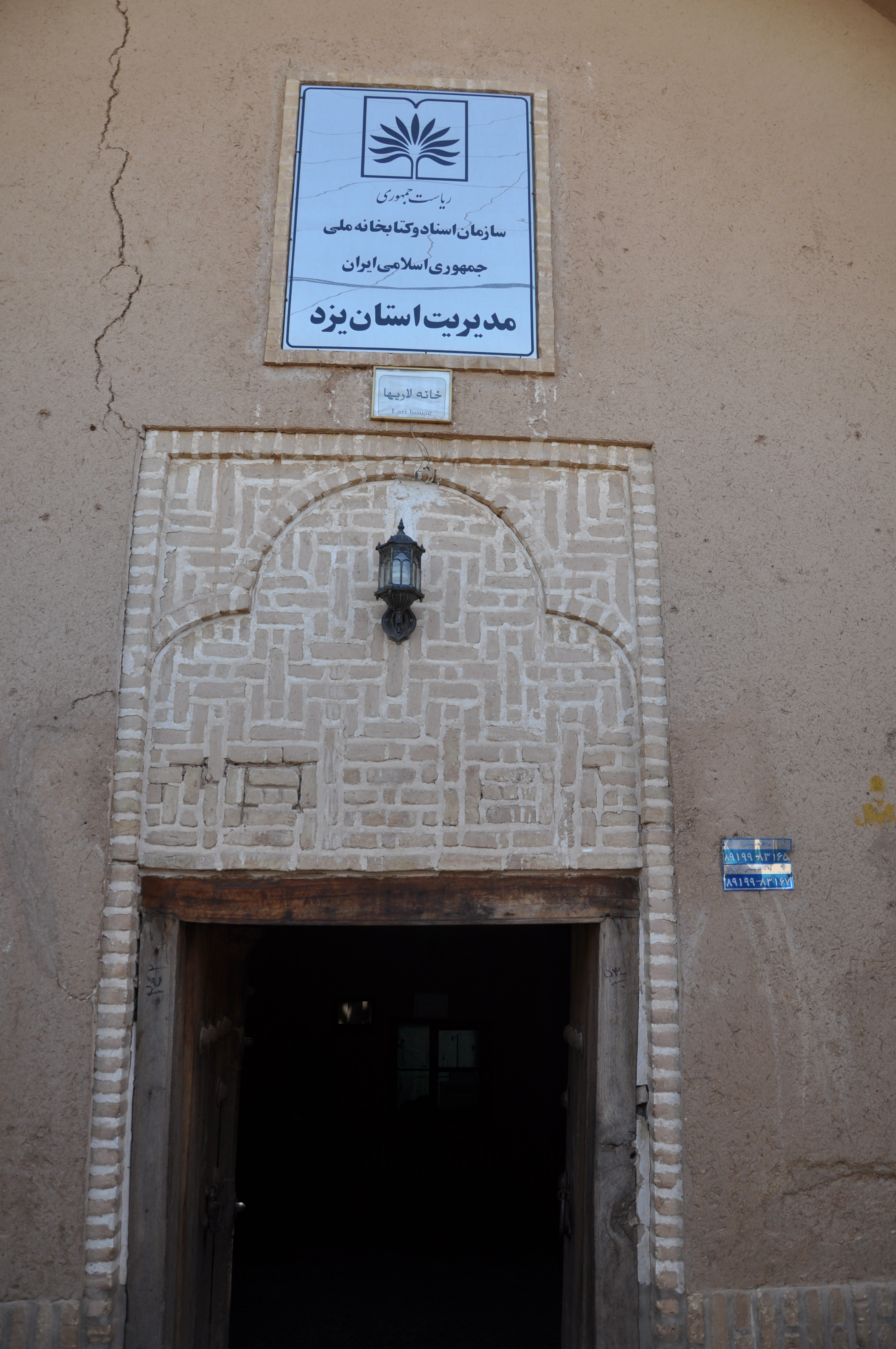
ورودی خانه لاری‌ها
قسمتی از سقف اتاق آیینه در خانه لاری‌ها
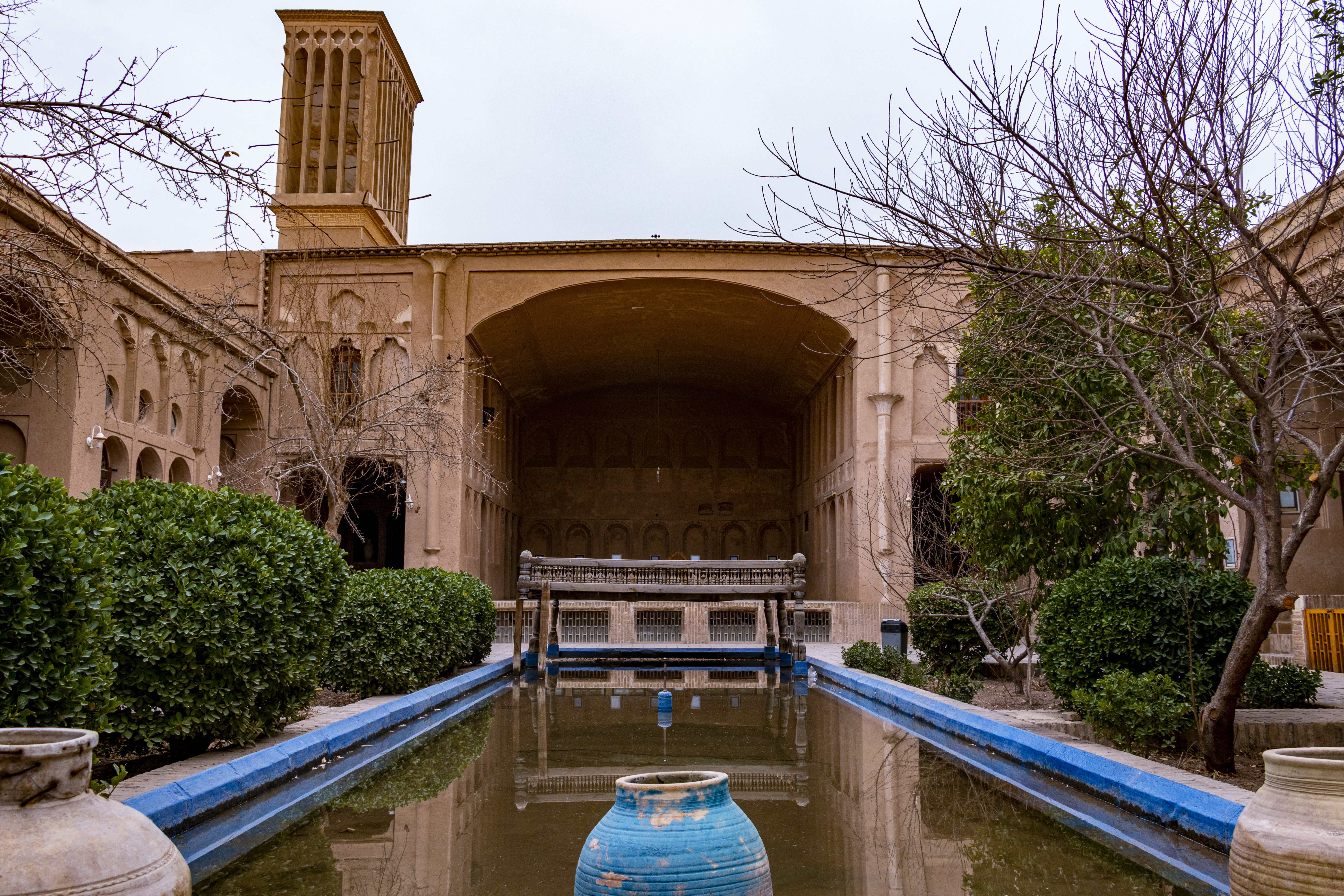
خانه لاری ها